# Грехем Чепмен
Грехем Артур Чепмен (англ. Graham Arthur Chapman; 1 січня 1941, Лестер, Велика Британія — 4 жовтня 1989, Мейдстон, Велика Британія) — британський комедійний актор та сценарист, один з шести учасників комік-групи Монті Пайтон.

## Особисте життя

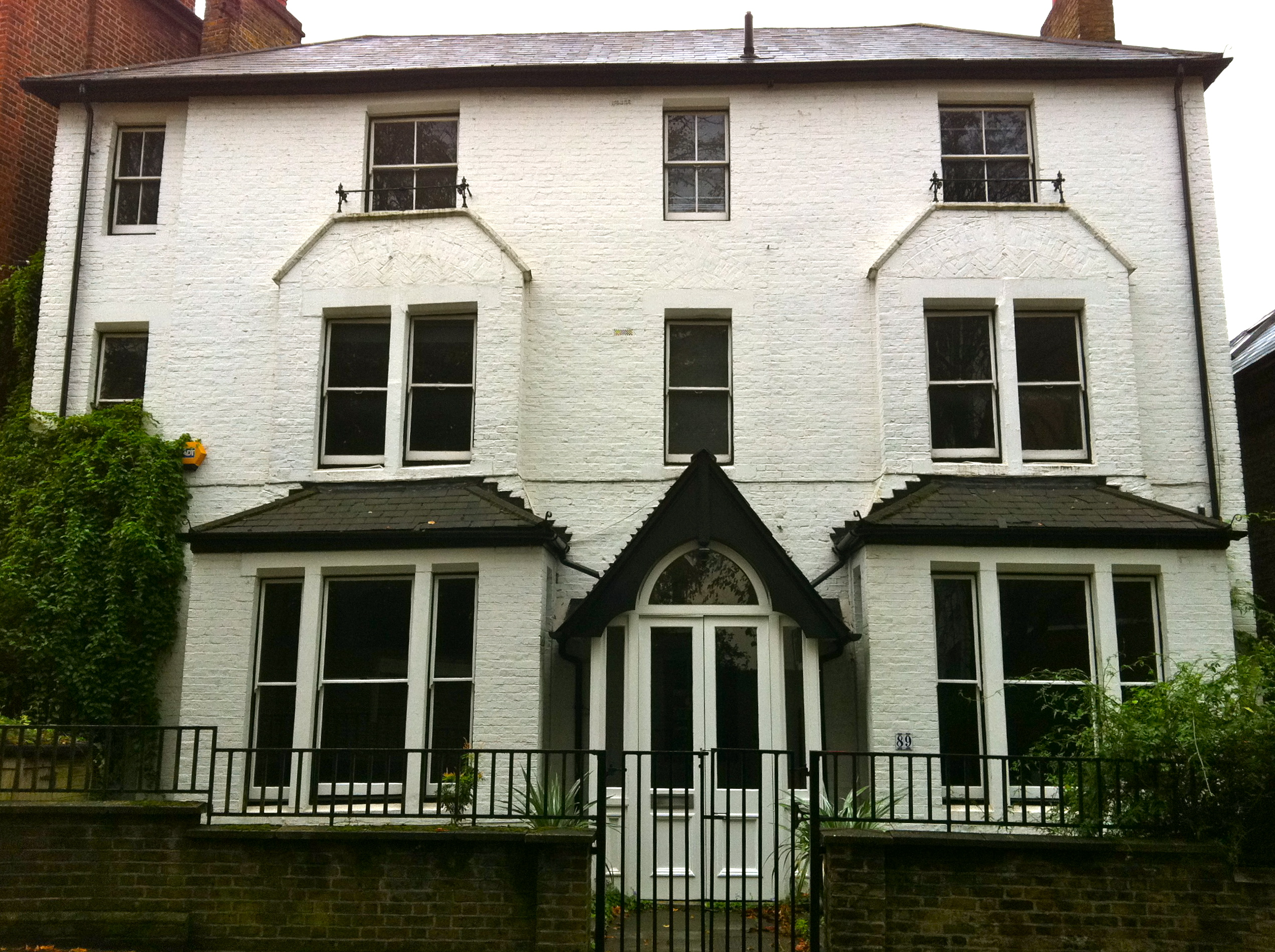
Чепмен жив у цьому будинку в Хайгейті зі своїм партнером Девідом Шерлоком протягом 1970-х років.

Чепмен вперше зустрів свого давнього партнера Девіда Шерлока на Ібіці у 1966 році. Пізніше він описав усвідомлення своєї гомосексуальності як «важливий момент у своєму житті».
Наступного року він розповів своїм близьким друзям, зокрема Клізу та Фельдману, про свої стосунки. Чепмен і Шерлок переїхали до Белсайз-парку в 1968 році, і пара із задоволенням відвідувала гей-клуби в центрі Лондона. На початку 1970-х років, після того, як Чепмен здобув популярність завдяки Монті Пайтон, вони переїхали до будинку в Хайгейті, Північний Лондон.
У 1972 році на телевізійному шоу, яке вів англійський джазовий та блюзовий співак Джордж Меллі, Чепмен вперше публічно розкрив свою гомосексуальність, ставши однією з перших знаменитостей, які зробили це. Він активно публічно виступав на захист права ЛГБТ, підтримуючи Фронт визволення геїв. У 1972 році Чепмен підтримав газету «Gay News», яка назвала його одним із «особливих друзів» видання на знак визнання.

## Фільмографія
| Рік  | Фільм                                  | Оригінальна назва                          | Роль                  | Нотатка                    |
| ---- | -------------------------------------- | ------------------------------------------ | --------------------- | -------------------------- |
| 1969 | Чудотворець                            | The Magic Christian                        |                       | також сценарист            |
| 1970 | Неприємності доктора                   | Doctor in Trouble                          | Родді                 |                            |
| 1970 | Сходження Майкла Ріммера               | The Rise and Rise of Michael Rimmer        | Фромаж                | також сценарист            |
| 1971 | Монті Пайтон: а зараз щось зовсім інше | And Now for Something Completely Different | Різні ролі            | також сценарист            |
| 1971 | Статуя                                 | The Statue                                 | Ведучий новин         |                            |
| 1974 | Монті Пайтон і Священний Грааль        | Monty Python and the Holy Grail            | Різні ролі            | також сценарист            |
| 1978 | Непотрібна робота                      | The Odd Job                                | Артур Гарріс          | також сценарист            |
| 1979 | Життя Брайана за Монті Пайтон          | Monty Python's Life of Brian               | Різні ролі            | також сценарист            |
| 1982 | Монті Пайтон в Голлівуді               | Monty Python Live at the Hollywood Bowl    | Різні ролі            | також сценарист            |
| 1983 | Сенс життя за Монті Пайтоном           | Monty Python's The Meaning of Life         | Різні ролі            | також сценарист            |
| 1983 | Страхова компанія Крімсонс             | The Crimson Permanent Assurance            | Клерк                 | короткометражка            |
| 1983 | Жовта борода                           | Yellowbeard'                               | Капітан Жовта борода  | також сценарист            |
| 1987 | Досі божевільний як Фокс               | Still Crazy like a Fox                     | Детектив Палмер       | телефільм                  |
| 1988 | Подорож Джейка                         | Jake's Journey                             | Сер Джордж / Королева | телефільм, також сценарист |
| 1989 | Страх сцени                            | Stage Fright                               | Алек                  |                            |
| 2012 | Автобіографія брехуна                  | A Liar's Autobiography                     | Самого себе (голос)   | також сценарист            |